# NGC 1201
NGC 1201 је елиптична галаксија у сазвежђу Пећ која се налази на NGC листи објеката дубоког неба.
Деклинација објекта је - 26° 4' 8" а ректасцензија 3h 4m 7,9s. Привидна величина (магнитуда) објекта NGC 1201 износи 10,7 а фотографска магнитуда 11,7. Налази се на удаљености од 20,200 милиона парсека од Сунца. NGC 1201 је још познат и под ознакама ESO 480-28, MCG -4-8-23, PGC 11559.